# Uperodon variegatus
Uperodon variegatus  es una especie de anfibio anuro de la familia Microhylidae. Se distribuye por el sur y centro de la India. Previamente se consideraba que se encontraba también en Sri Lanka, pero esas poblaciones se consideran ahora una especie diferente, Uperodon rohani. Se puede encontrar en una variedad de hábitats, de bosques a pastizales, hasta los 1000 metros de altitud. Suele encontrarse asociada a termiteros. Se congregan en grandes números en charcas temporales para reproducirse.

## Publicación original
- Stoliczka, 1872 : Notes on a few Burmese species of Sauria, Ophidia and Batrachia. Proceedings of the Asiatic Society of Bengal, 1872, p.|143-147.